# Ségny
Ségny är en kommun i departementet Ain i regionen Auvergne-Rhône-Alpes i östra Frankrike. Kommunen ligger  i kantonen Gex som ligger i arrondissementet Gex. Kommunens areal är 3,24 km². År 2022 hade Ségny 2 676 invånare.

## Befolkningsutveckling
Antalet invånare i kommunen Ségny
Referens: INSEE